# ジファール家
ジファール家（フランス語：Famille Giffard）は、ノルマンディー公国の貴族の家系。ボルベック領主オズバーン・ジファールが同家の始祖である。

## 歴史
1164年にゴーティエ3世が嗣子なく死去した後、ジファール家のイングランドの所領は、イングランド王ヘンリー2世により、クレア家のビヤンフェット領主リチャード・フィッツギルバートと結婚したロアイーズの子孫であるハートフォード伯家とペンブルック伯家に分割された。

## 主な一族
- オズバーン・ジファールは、ノルマンディー公リシャール1世の妻グンノールの姉妹と結婚した。オズバーンはアニェスという女性と再婚した可能性があるが、あるいはアニェス自身がグンノールの姉妹であるとも考えられている。

- ゴーティエ1世（ウォルター1世、1084年頃没）は、オズバーンの息子で、ヘイスティングズの戦いに参加していたことが確実な数少ない人物の一人である。ゴーティエはノルマン軍のために30隻の船を提供した。オルデリック・ビターリス（Orderic Vitalis）によると、ゴーティエは1071年より前にバッキンガム伯となったとされているが、現在は授爵は1097年であると考えられている[3]。ゴーティエはまた、ウィリアム1世の相談役であった。娘ロアイーズはクレア領主リチャード・フィッツギルバートと結婚した。

- ゴーティエ2世（ウォルター2世、1064年以前 - 1102年7月15日）は、ゴーティエ1世の息子であり、バッキンガム伯およびロングヴィル領主で、ロングヴィル小修道院の後援者であった。イングランドにおいて、ゴーティエはドゥームズデイ・ブックに向けての調査を指揮した。フランスにおいては、ノルマンディーおよびヴェクサンにおいて王軍の司令官をつとめた。

- ゴーティエ3世（ウォルター3世、1102年頃 - 1164年）は、ゴーティエ2世の息子であり、3代バッキンガム伯およびロングヴィル領主で、バッキンガムシャーのナットリー修道院を創設した。イングランド元帥として、ヴェクサンのブレムールの戦いにおいてノルマン軍を指揮した。ゴーティエは嗣子なく死去した。

- ギヨーム・ジファール（ウィリアム・ジファール、1129年没）は、ゴーティエ3世の兄で、イングランド大法官（1094年 - 1101年）およびウィンチェスター司教（1100年）を歴任した[3]。

## 系図
|  |  |                                                  |                                                  |                                                  |                                                  |                                                                          |                                                                          |                                                                          |                                                                          |                                                                          |                                                                          |                                               |                                               |                                               |                                               |  |  |            |            |            |            |                  |                  |                  |                  |                                                                              |                                                                              |                                                                              |                                                                              |                                                                              |                                                                              |  |  |  |  |  |  |  |  |  |  |  |  |  |  |  |  |
|  |  |                                                  |                                                  |                                                  |                                                  |                                                                          |                                                                          |                                                                          |                                                                          |                                                                          |                                                                          |                                               |                                               |                                               |                                               |  |  |            |            |            |            |                  |                  |                  |                  |                                                                              |                                                                              |                                                                              |                                                                              |                                                                              |                                                                              |  |  |  |  |  |  |  |  |  |  |  |  |  |  |  |  |
|  |  | オズバーン・ジファール ボルベック領主            | オズバーン・ジファール ボルベック領主            | オズバーン・ジファール ボルベック領主            | オズバーン・ジファール ボルベック領主            | オズバーン・ジファール ボルベック領主                                    | オズバーン・ジファール ボルベック領主                                    |                                                                          |                                                                          | アヴリーヌ                                                               | アヴリーヌ                                                               | アヴリーヌ                                    | アヴリーヌ                                    | アヴリーヌ                                    | アヴリーヌ                                    |  |  | グンノール | グンノール | グンノール | グンノール | グンノール       | グンノール       |                  |                  | リシャール1世 ノルマンディー公                                               | リシャール1世 ノルマンディー公                                               | リシャール1世 ノルマンディー公                                               | リシャール1世 ノルマンディー公                                               | リシャール1世 ノルマンディー公                                               | リシャール1世 ノルマンディー公                                               |  |  |  |  |  |  |  |  |  |  |  |  |  |  |  |  |
|  |  | オズバーン・ジファール ボルベック領主            | オズバーン・ジファール ボルベック領主            | オズバーン・ジファール ボルベック領主            | オズバーン・ジファール ボルベック領主            | オズバーン・ジファール ボルベック領主                                    | オズバーン・ジファール ボルベック領主                                    |                                                                          |                                                                          | アヴリーヌ                                                               | アヴリーヌ                                                               | アヴリーヌ                                    | アヴリーヌ                                    | アヴリーヌ                                    | アヴリーヌ                                    |  |  | グンノール | グンノール | グンノール | グンノール | グンノール       | グンノール       |                  |                  | リシャール1世 ノルマンディー公                                               | リシャール1世 ノルマンディー公                                               | リシャール1世 ノルマンディー公                                               | リシャール1世 ノルマンディー公                                               | リシャール1世 ノルマンディー公                                               | リシャール1世 ノルマンディー公                                               |  |  |  |  |  |  |  |  |  |  |  |  |  |  |  |  |
|  |  |                                                  |                                                  |                                                  |                                                  |                                                                          |                                                                          |                                                                          |                                                                          |                                                                          |                                                                          |                                               |                                               |                                               |                                               |  |  |            |            |            |            |                  |                  |                  |                  |                                                                              |                                                                              |                                                                              |                                                                              |                                                                              |                                                                              |  |  |  |  |  |  |  |  |  |  |  |  |  |  |  |  |
|  |  |                                                  |                                                  |                                                  |                                                  | ゴーティエ1世 ボルベック領主 ロングヴィル領主 ノルマン・コンクエスト参加 | ゴーティエ1世 ボルベック領主 ロングヴィル領主 ノルマン・コンクエスト参加 | ゴーティエ1世 ボルベック領主 ロングヴィル領主 ノルマン・コンクエスト参加 | ゴーティエ1世 ボルベック領主 ロングヴィル領主 ノルマン・コンクエスト参加 | ゴーティエ1世 ボルベック領主 ロングヴィル領主 ノルマン・コンクエスト参加 | ゴーティエ1世 ボルベック領主 ロングヴィル領主 ノルマン・コンクエスト参加 |                                               |                                               |                                               |                                               |  |  |            |            |            |            | ノルマンディー家 | ノルマンディー家 | ノルマンディー家 | ノルマンディー家 | ノルマンディー家                                                             | ノルマンディー家                                                             |                                                                              |                                                                              |                                                                              |                                                                              |  |  |  |  |  |  |  |  |  |  |  |  |  |  |  |  |
|  |  |                                                  |                                                  |                                                  |                                                  | ゴーティエ1世 ボルベック領主 ロングヴィル領主 ノルマン・コンクエスト参加 | ゴーティエ1世 ボルベック領主 ロングヴィル領主 ノルマン・コンクエスト参加 | ゴーティエ1世 ボルベック領主 ロングヴィル領主 ノルマン・コンクエスト参加 | ゴーティエ1世 ボルベック領主 ロングヴィル領主 ノルマン・コンクエスト参加 | ゴーティエ1世 ボルベック領主 ロングヴィル領主 ノルマン・コンクエスト参加 | ゴーティエ1世 ボルベック領主 ロングヴィル領主 ノルマン・コンクエスト参加 |                                               |                                               |                                               |                                               |  |  |            |            |            |            | ノルマンディー家 | ノルマンディー家 | ノルマンディー家 | ノルマンディー家 | ノルマンディー家                                                             | ノルマンディー家                                                             |                                                                              |                                                                              |                                                                              |                                                                              |  |  |  |  |  |  |  |  |  |  |  |  |  |  |  |  |
|  |  |                                                  |                                                  |                                                  |                                                  |                                                                          |                                                                          |                                                                          |                                                                          |                                                                          |                                                                          |                                               |                                               |                                               |                                               |  |  |            |            |            |            |                  |                  |                  |                  |                                                                              |                                                                              |                                                                              |                                                                              |                                                                              |                                                                              |  |  |  |  |  |  |  |  |  |  |  |  |  |  |  |  |
|  |  | ゴーティエ2世 ロングヴィル領主 バッキンガム伯    | ゴーティエ2世 ロングヴィル領主 バッキンガム伯    | ゴーティエ2世 ロングヴィル領主 バッキンガム伯    | ゴーティエ2世 ロングヴィル領主 バッキンガム伯    | ゴーティエ2世 ロングヴィル領主 バッキンガム伯                            | ゴーティエ2世 ロングヴィル領主 バッキンガム伯                            |                                                                          |                                                                          |                                                                          |                                                                          |                                               |                                               |                                               |                                               |  |  | ロアイーズ | ロアイーズ | ロアイーズ | ロアイーズ | ロアイーズ       | ロアイーズ       |                  |                  | リチャード・フィッツギルバート ビヤンフェットおよびオルベック領主 クレア領主 | リチャード・フィッツギルバート ビヤンフェットおよびオルベック領主 クレア領主 | リチャード・フィッツギルバート ビヤンフェットおよびオルベック領主 クレア領主 | リチャード・フィッツギルバート ビヤンフェットおよびオルベック領主 クレア領主 | リチャード・フィッツギルバート ビヤンフェットおよびオルベック領主 クレア領主 | リチャード・フィッツギルバート ビヤンフェットおよびオルベック領主 クレア領主 |  |  |  |  |  |  |  |  |  |  |  |  |  |  |  |  |
|  |  | ゴーティエ2世 ロングヴィル領主 バッキンガム伯    | ゴーティエ2世 ロングヴィル領主 バッキンガム伯    | ゴーティエ2世 ロングヴィル領主 バッキンガム伯    | ゴーティエ2世 ロングヴィル領主 バッキンガム伯    | ゴーティエ2世 ロングヴィル領主 バッキンガム伯                            | ゴーティエ2世 ロングヴィル領主 バッキンガム伯                            |                                                                          |                                                                          |                                                                          |                                                                          |                                               |                                               |                                               |                                               |  |  | ロアイーズ | ロアイーズ | ロアイーズ | ロアイーズ | ロアイーズ       | ロアイーズ       |                  |                  | リチャード・フィッツギルバート ビヤンフェットおよびオルベック領主 クレア領主 | リチャード・フィッツギルバート ビヤンフェットおよびオルベック領主 クレア領主 | リチャード・フィッツギルバート ビヤンフェットおよびオルベック領主 クレア領主 | リチャード・フィッツギルバート ビヤンフェットおよびオルベック領主 クレア領主 | リチャード・フィッツギルバート ビヤンフェットおよびオルベック領主 クレア領主 | リチャード・フィッツギルバート ビヤンフェットおよびオルベック領主 クレア領主 |  |  |  |  |  |  |  |  |  |  |  |  |  |  |  |  |
|  |  |                                                  |                                                  |                                                  |                                                  |                                                                          |                                                                          |                                                                          |                                                                          |                                                                          |                                                                          |                                               |                                               |                                               |                                               |  |  |            |            |            |            |                  |                  |                  |                  |                                                                              |                                                                              |                                                                              |                                                                              |                                                                              |                                                                              |  |  |  |  |  |  |  |  |  |  |  |  |  |  |  |  |
|  |  |                                                  |                                                  |                                                  |                                                  |                                                                          |                                                                          |                                                                          |                                                                          |                                                                          |                                                                          |                                               |                                               |                                               |                                               |  |  |            |            |            |            |                  |                  |                  |                  |                                                                              |                                                                              |                                                                              |                                                                              |                                                                              |                                                                              |  |  |  |  |  |  |  |  |  |  |  |  |  |  |  |  |
|  |  | ギヨーム イングランド大法官 ウィンチェスター司教 | ギヨーム イングランド大法官 ウィンチェスター司教 | ギヨーム イングランド大法官 ウィンチェスター司教 | ギヨーム イングランド大法官 ウィンチェスター司教 | ギヨーム イングランド大法官 ウィンチェスター司教                         | ギヨーム イングランド大法官 ウィンチェスター司教                         |                                                                          |                                                                          | ゴーティエ3世 ロングヴィル領主 バッキンガム伯                            | ゴーティエ3世 ロングヴィル領主 バッキンガム伯                            | ゴーティエ3世 ロングヴィル領主 バッキンガム伯 | ゴーティエ3世 ロングヴィル領主 バッキンガム伯 | ゴーティエ3世 ロングヴィル領主 バッキンガム伯 | ゴーティエ3世 ロングヴィル領主 バッキンガム伯 |  |  |            |            |            |            | クレア家         | クレア家         | クレア家         | クレア家         | クレア家                                                                     | クレア家                                                                     |                                                                              |                                                                              |                                                                              |                                                                              |  |  |  |  |  |  |  |  |  |  |  |  |  |  |  |  |